# Milieu urée indole
Un milieu urée indole est un milieu permettant l'identification de germes, particulièrement des entérobactéries, par la recherche d'une enzyme appelée uréase ce qui provoque une réaction acidifiant le milieu qui fait virer l'indicateur coloré. On peut aussi déterminer les caractères biochimiques comme la TDA, indole grâce à ce milieu.
+ 3-4 gouttes de perchlorure de fer: Orange = T.D.A négative, Brun = T.D.A positive.

## Utilisation
Délivrer 1-2 gouttes de solution bactérienne dans le bouillon, puis incuber.

## Lecture
Ce milieu sert à voir si:
- la bactérie consomme l'urée
- la bactérie produit l'indole

Si la bactérie consomme l'urée, ça va produire des bases qui vont à leur tour changer la couleur de l'indicateur coloré de pH au rose pétant.
Sinon, ça ne va pas changer de couleur;